# Плеєшу
Плеєшу (рум. Plăieșu) — село у повіті Нямц в Румунії. Входить до складу комуни Тімішешть.
Село розташоване на відстані 311 км на північ від Бухареста, 35 км на північ від П'ятра-Нямца, 82 км на захід від Ясс.

## Населення
За даними перепису населення 2002 року у селі проживали 800 осіб, усі — румуни. Усі жителі села рідною мовою назвали румунську.